# Colobanthus lycopodioides
Colobanthus lycopodioides är en nejlikväxtart som beskrevs av Grizeb.. Colobanthus lycopodioides ingår i släktet Colobanthus, och familjen nejlikväxter. Inga underarter finns listade i Catalogue of Life.